# Arthur Ramos

Arthur Ramos (1940)

Arthur Ramos de Araújo Pereira (* 7. Juli 1903 in Pilar (Alagoas); † 31. Oktober 1949 in Paris) war ein brasilianischer Ethnologe, Anthropologe und Sozialpsychologe.

## Leben
Ramos studierte Medizin an der Universidade Federal da Bahia, wo er mit einer Arbeit über den „Primitiven und Irrsinn“ promovierte. Er wurde zum „Gerichtsarzt ernannt … und hatte sich zum Psychiater ausgebildet“. Mitte der 1940er Jahre wurde er Ordinarius für Anthropologie und Ethnologie in Rio de Janeiro. Theoretisch war er stark von Nina Rodrigues beeinflusst.
Ramos trug wesentlich zur Institutionalisierung der Sozialwissenschaften in Brasilien bei. 1949 wurde er Direktor der Abteilung für Sozialwissenschaften der UNESCO. Zusammen mit Bertrand Russell, Jean Piaget, Maria Montessori und Julian Huxley arbeitete er, bis zu seinem frühen Tod, an einem Weltfriedensplan.
Auf Deutsch erschien 1948 in Zürich Die Negerkulturen in der neuen Welt.
Für Richard Pattee galt er zu seiner Zeit als „größte lebende Autorität über den brasilianischen Neger“.
Sein bekanntestes Zitat lautet: „Meine höchste Belohnung wäre es, jene lieben Stimmen wiederzuhören, die mir der Wind aus dem fernen Pilar als Musik für mein Herz zuträgt.“